# Eliska Sursova
Eliska Sursova (ur. 14 lutego 1988 w Nowym Jorku) – amerykańska aktorka. Jest córką urodzonych w USA imigrantów z Rosji i Brazylii. Oboje rodzice byli aktorami.

## Kariera
Sursova uczestniczyła w reklamach telewizyjnych, zanim trafiła do filmu i telewizji.
Już w szkole pojawiła się w epizodycznej roli w serialu telewizyjnym American Gothic. W 1997 r. Sursova zagrała młodą Lette, epizodyczną postać w popularnym horrorze Goosebumps później w 2000 r. zagrała Sandrę Taptin w Dotyku anioła. W 2001 Sursova zagrała pierwszą filmową role jako Kassidy w filmie telewizyjnym The Killing Yard.
W 2002 r. zagrała Kaito w serialu telewizyjnym Tajemnice Smallville i nadużywającą narkotyków nastolatkę Tatum w serialu Boston Public. W 2005 r. Sursova wcieliła się w rolę modelki w Kryminalnych zagadkach Nowego Jorku w odcinku Zachowanie modelki i w jednym odcinku komedii medycznej Scrubs. Tego samego roku zagrała Asie w swoim drugim telewizyjnym filmie Lies My Mother Told Me u boku Joely Richardson. W 2006 r. Sursova pojawiła się jako Doran w Live Free or Die, zaś w 2007 r. gościnnie w odcinku serialu Brothers & Sisters i w kolejnym filmie telewizyjnym To Be Fat Like Me oraz małą rolę w The Go-Getter.
Występuje również jako modelka.

## Życie prywatne
Jest najlepszą przyjaciółką Mirandy Kerr, modelki jednego z sześciu „Aniołków” Victoria’s Secret.